# جورج مينوت
جورج ريتشاردس مينوت (George Richards Minot)، طبيب أمريكي، ولد في 2 ديسمبر 1885 وتوفي في 25 فبراير 1950، حصل على  جائزة نوبل في الطب لعام 1934.

## روابط خارجية
- جورج مينوت على موقع الموسوعة البريطانية (الإنجليزية)
- جورج مينوت على موقع مونزينجر (الألمانية)
- جورج مينوت على موقع إن إن دي بي (الإنجليزية)